# Aziatische kampioenschappen wielrennen 2024 – Individuele tijdrit mannen elite
De Individuele tijdrit voor mannen elite op de Aziatische kampioenschappen wielrennen 2024 werd gehouden op 9 juni. De 19 deelnemers moesten een parcours van 40 kilometer in en rond Almaty afleggen. De Kazach Jevgeni Fjodorov won, voor zijn landgenoot Dmitri Groezdev en Yukiya Arashiro uit Japan.

## Uitslag
| Plaats | Naam                     | Tijd     |
| ------ | ------------------------ | -------- |
| Goud   | Jevgeni Fjodorov         | 49'46"   |
| Zilver | Dmitri Groezdev          | + 35"    |
| Brons  | Yukiya Arashiro          | + 2'00"  |
| 4      | Sergio Tu                | + 2'19"  |
| 5      | Wan Yau Vincent Lau      | + 3'05"  |
| 6      | Xue Ming                 | + 3'07"  |
| 7      | Peerapol Chawchiangkwang | + 3'48"  |
| 8      | Jambaljamts Sainbayar    | + 3'55"  |
| 9      | Nur Aiman Rosli          | + 4'32"  |
| 10     | Muradjan Halmuratov      | + 4'36"  |
| 11     | Abdulla Alhammadi        | + 4'54"  |
| 12     | Aidin Aliyari            | + 5'13"  |
| 13     | Lao Long San             | + 5'35"  |
| 14     | Joel Santosh Sundaram    | + 5'38"  |
| 15     | Joo Dae-yeong            | + 8'16"  |
| 16     | Joshua Pascal            | + 9'20"  |
| 17     | Aiman Cahyadi            | + 10'04" |
| 18     | Ahmed Madan              | + 10'28" |
| 19     | Qais Haidari             | + 13'14" |